# Бразилска музика
Музика Бразила обухвата различите регионалне музичке стилове под утицајем афричких, америчких, европских форми. Бразилска музика је развила неке јединствене и оригиналне стилове као што су форо, репенте, коко де рода, аке, сертанејо, самба, боса нова, МПБ, музика нативиста, пагоде, тропикалија, чоро, марасату, емболада (коко де репенте), фрево, брега, бразилски фанк, модиња и бразилске верзије страних музичких стилова, као што су рок, соул, хип-хоп, диско музика, кантри музика, амбијентална, индустријска и психоделична музика, реп, класична музика, фадо и госпел.
Самба је постала најпознатији облик бразилске музике широм света, посебно због карневала у земљи, иако је боса нова, која је имала Антонија Карлоса Жобима као једног од најпризнатијих композитора и извођача, добила велику пажњу у иностранству од 1950-их, када је песма „Десафинадо“, у интерпретацији Жоаа Жилберта, први пут је објављен.
Прва четири добитника бразилске музичке награде Шел су оставили заоставштину бразилске музике и међу представницима бразилске популарне музике: Пикингвиња (чоро), Антонио Карлос Жобим (боса нова), Доривал Кајми (самба и самба-канкао).
Инструментална музика се такође углавном практикује у Бразилу, са стиловима у распону од класичних до популарних и облика под утицајем џеза. Међу каснијима, Нана Васконселос, Пикингвиња, Хермето Паскал и Егберто Гисмонти су значајне личности. Значајни класични композитори су Хејтор Вила-Лобос, Карлос Гомес и Клаудио Санторо. Земља такође има растућу заједницу модерне/експерименталне композиције, укључујући електроакустичну музику.
У скорије време, Бразил има неколико уметника који су постали популарни у читавој Латинској Америци и шире, попут: Анита, Пабло Витар, Луиза Сонза, Него до Борел, Кевињо, Лекса и многи други...

## Историја

### Уметничка музика

#### Порекло
Мало се зна о музици Бразила пре првог сусрета ове области са португалским истраживачима 22. априла 1500. Током колонијалног периода, документи детаљно описују музичке активности главних римокатоличких катедрала и салона виших класа, али подаци о музичком животу изван ових домена су ретке. Неке информације су доступне у списима које су оставили такви путници као што је Жан де Лери, који је живео у Бразилу од 1557. до 1558. године и направио прве познате транскрипције индијанске музике: две песме Тупинамба, близу Рио де Жaнеира.
Даље регистровање музичке делатности у Бразилу дошло је од делатности двојице језуитских свештеника 1549. Десет година касније они су већ основали насеља за староседеоце (Редусоес), са музичко-образовном структуром.
Један век касније, Редусоес из јужног Бразила, које су основали шпански језуити, имали су снажан културни развој, где су основане неке музичке школе. Неки од извештаја тог времена показују фасцинацију аутохтоног народа европском музиком. У музици су учествовали и староседеоци, како израдом музичких инструмената, тако и вежбањем вокалног и инструменталног извођења.

#### Школа из 18. века
У 18. веку интензивно се одвија музичка активност у свим развијенијим регионима Бразила, са њиховим умерено стабилним институционалним и образовним структурама. Раније неколико приватних оркестара постало је све чешће, а цркве су представљале велику разноврсност музике.
У првој половини овог века, најистакнутија дела компоновали су Луис Алварес Пинто, Каетано де Мело де Хесус и Антонио Хозе да Силва („Јевреј“), који су постигли успех у лисабонском писању либрета за комедије, који су такође извођени. у Бразилу уз музику Антонија Тешеире.
У другој половини 18. века дошло је до великог процвата у Минас Жераису, углавном у регионима Вила Рика (данас Оро Прето), Маријана и Аражал до Тежуко (данас Дијамантина), где се ископавало злато и дијаманти за Португалску метрополу је привукла знатну популацију. У то време су откривени први изузетни бразилски композитори, већином мулати. Музичка дела су углавном била сакрална музика. Неки од истакнутих композитора овог периода били су Лобо де Мескита, Маноел Дијас де Оливеира, Франсиско Гомес да Роча, Маркос Коељо Нето и Маркос Коељо Нето Фиљо. 
Сви су били веома активни, али је у многим случајевима мало који комад опстао до данас. Неки од најпознатијих дела овог периода су Магнификат Манојла Дијаса де Оливеире и Госпин антифон Лобо де Меските. У граду Аражал до Техуко, данас Дијамантина, радило је десет диригента. У Оро Прету је било активно око 250 музичара, а на целој територији Минас Жераиса било је активно скоро хиљаду музичара.
Осиромашењем рудника крајем века, тежиште музичке делатности се променило на друге центре, посебно на Рио де Жанеиро и Сао Пауло, где је Андре да Силва Гомеш, композитор португалског порекла, објавио велики број дела. и динамизирао музички живот града.
Осиромашењем рудника крајем века, тежиште музичке делатности се променило на друге центре, посебно на Рио де Жанеиро и Сао Пауло, где је Андре да Силва Гомеш, композитор португалског порекла, објавио велики број дела. и динамизирао музички живот града.
Такође, најстарији оркестар свих Америка налази се у Сао Жоао дел-Реј, Минас Жераис, под називом Лира Сањоаненсе, којим данас диригује Модесто Флавио Фонсека.

#### Класични период
Пресудан фактор за промене у музичком животу био је долазак португалске краљевске породице у Рио де Жанеиро 1808. године. До тада је Рио де Жанеиро био музички сличан другим културним центрима Бразила, али је био чак и мање важан од Минас Жераиса. Присуство португалске краљевске породице, у егзилу, радикално је променило ову ситуацију, пошто је основана Капела Реал из Рио де Жанеира.
Португалски краљ Жоао VI донео је са собом у Бразил велику музичку библиотеку из Куће Брагансе, једне од најбољих у Европи тог времена, и наредио долазак музичара из Лисабона и кастрата из Италије, пренаручујући Краљевску капела. Касније је Жоао VI наредио изградњу раскошног позоришта, названог Краљевско позориште Сао Жоао. У световној музици присуствовали су Маркос Португал, који је одређен као званични композитор домаћинства, и Сигисмунд фон Нојком, који је својим делом допринео и донео дела аустријских композитора Волфганга Амадеуса Моцарта и Јозефа Хајдна. Дела ових композитора снажно су утицала на бразилску музику овог времена.
У то време се појавио Хосе Маурисио Нуњес Гарсија, први од великих бразилских композитора. Са великом културом свог порекла – био је сиромашан и мулат – био је један од оснивача Ирмандаде де Санта Сесилија, у Рио де Жанеиру, учитељ и местре де капела Краљевске капеле током присуства Жоао VI у Бразилу. Нунес Гарсија је био најплоднији бразилски композитор тог времена. Такође је компоновао прву оперу написану у Бразилу, Le Due Gemelle (Два близанца), са текстом на италијанском, али је музика сада изгубљена.
Други значајни композитори овог периода су Габријел Фернандес да Триндаде, који је компоновао једину бразилску камерну музику из 19. века која је преживела до данашњих времена, и Жоао де Деус де Кастро Лобо, који је живео у градовима Маријана и Оро Прето, који су у то време били декадентни.
Овај период је, међутим, био кратак. Године 1821, Жоао VI се вратио у Лисабон, поневши са собом домаћинство, а културни живот у Рио де Жанеиру постао је празан. И, упркос љубави Педра I из Бразила према музици – био је и аутор неких музичких дела попут химне бразилске независности – тешка финансијска ситуација није дозвољавала много луксуза. Пожар Краљевског позоришта 1824. био је још један симбол декаденције, који је достигао најкритичнију тачку када се Петар I одрекао престола, враћајући се у Португал.

#### Романтични период
Једини композитор који је имао релевантно дело у овом периоду био је Франсиско Мануел да Силва, ученик Нуњеса Гарсије, који га је наследио на месту капелника. Упркос мало средстава, основао је Музички конзерваторијум у Рио де Жанеиру. Био је аутор мелодије бразилске националне химне. Његов рад је одразио музичку транзицију за романтизам, када је интересовање домаћих композитора било усмерено на оперу. Најистакнутији бразилски композитор овог периода био је Антонио Карлос Гомеш, који је компоновао опере у италијанском стилу са националним темама, као што су Ил Гварани (према роману Хозеа де Аленкара О Гварани) и Ло Скијаво. Ове опере су биле веома успешне у европским позориштима, као што је Театро ала Скала, у Милану. Други значајан композитор овог времена је Елијас Алварес Лобо, који је написао оперу A Noite de São João, прву бразилску оперу са текстом на португалском.
Опера у Бразилу била је веома популарна све до средине 20. века, а у то време су изграђене многе оперске куће, попут Театра Амазонас у Манаусу, Општинског позоришта Рио де Жанеира, Општинског позоришта Сао Паула и многих других.
Крајем 19. века откривени су највећи композитори за симфонијску музику. Једно од најистакнутијих имена овог периода било је Леополдо Мигуез, који је следио Вагнеријански стил и Енрике Освалд, који је уградио елементе француског импресионизма.

#### Национализам
Почетком 20. века јавља се покрет за стварање аутентичне бразилске музике, са мање утицаја европске културе. У том смислу, фолклор је био главни извор инспирације за композиторе. Неки композитори попут Бразилија Итибере да Куње, Лучана Галета и Александра Левија, упркос европској формацији, укључили су неке типично бразилске елементе у своја дела. Овај тренд је достигао највишу тачку код Алберта Непомућена, који је углавном користио ритмове и мелодије из бразилског фолклора.
Важан догађај, касније, била је Недеља модерне уметности 1922. године, која је имала велики утицај на концепте националне уметности. У овом догађају је откривен композитор Хејтор Виља-Лобос, који се сматра најистакнутијим именом бразилског национализма.
Виља-Лобос је истраживао музички фолклор Бразила и мешао елементе класичне и популарне музике. Истраживао је многе музичке жанрове као што су концерти, симфоније, модине, фадоси и друга симфонијска, вокална и камерна музика. Нека од његових ремек дела су балет Ујрапуру и две серије Чорос и Башијанас Бразилерас.
Други композитори бразилске националне музике овог доба су Оскар Лоренцо Фернандез, Радамес Гнатали, Камарго Гварњери, Освалдо Ласерда, Франсиско Мињоне и Ернесто Назарет.

#### Авангардни покрет
Као реакција против националистичке школе, која је идентификована као "сервилна" према централизираној политици Жетулија Варгаса, 1939. године појавио се Мовименто Мусика Вива (Покрет живе музике), који су предводили Ханс Јоаким Келројтер и Ежидио де Кастро е Силва, који је бранио усвајање интернационалног стила, изведеног из додекафонизма Арнолда Шенберга. Ову групу интегрисали су композитори као што су Клаудио Санторо, Сезар Гера Пејсе, Еунис Катунда и Едино Кригер. Келројтер је усвојио револуционарне методе, уважавајући индивидуалност сваког ученика и дајући студентима слободу креативности пре познавања традиционалних правила композиције. Покрет је уређивао часопис и представио серију радио програма у којима су приказани њихови темељи и дела савремене музике. Касније су Гвера-Пејк и Санторо следили независан пут, усредсређен на регионалну музику. Други композитори, који су слободно користили претходне стилове, били су Марлос Нобре, Алмеида Прадо и Армандо Албукерки, који су креирали сопствене стилове.
После 1960. године, бразилски авангардни покрет је добио нови талас, фокусирајући се на серијску музику, микротоналну музику, конкретну музику и електронску музику, користећи потпуно нови језик. Овај покрет се звао Мусика Нова (Нова музика), а предводили су га Жилберто Мендес и Вили Кореа де Оливеира. Важна чињеница је било увођење електронске музике у Бразил, са пионирским делима кариока Хорхеа Антунеса 1961. године.

#### Савремени покрет
Данас бразилска музика следи смернице експериментализма и традиционалне музике. Неки од савремених бразилских композитора су Амарал Вијејра, Силвио Фераж, Фло Менезес, Маркос Балтер, Александар Лунски, Родолфо Цезар, Фелипе Лара, Едсон Зампроња, Маркус Сикеира, Родриго Лима, Хорхе Антунес, Роберто Викторио и Жоао Мекдовел. Од нове генерације бразилских композитора, Кајо Фасо је постигао међународно признање за свој рад.
Последњих година бразилски уметници су постали више заинтересовани за Африку, Карибе и сопствену аутохтону и народну музику. Иако постоје неки уметници који настављају да изводе рок и западни поп, сада има исто толико савременика који свирају фузију афричких и европских утицаја са онима из целе Америке. Неки уметници су чак постали под утицајем азијске музике, примећујући неке паралеле између музике са североистока Бразила и музике из Индије.

#### Бразилска поп музика
Национална поп музика је споро стекла популарност у Бразилу. Тек од 2013. године са песмом „Show das Poderosas“ певачица Анита постаје прво име жанра у Бразилу. Певачица Људмила је такође била релевантно име у бразилској поп музици, певачица је изашла из фанк кариоке и прешла мешавину жанрова.
Анитин успех је подстакао друге фанк кариока певаче да усвоје поп музику у свом репертоару. Тако је настала нова генерација певача, међу којима су Валеска Попозуда, Луиза Сонза, Лекса, Пабло Витар, Кондзила и MC Биел.
Експанзија поп жанра у Бразилу подстакла је певаче других стилова да се придруже покрету, као што су Луан Сантана, Банда Вингадора, Џама, Габи Амарантос, Тијаго Јорк,  између осталих.
Неколико музичких група је постало познато у Латинској Америци, попут Tropkillaz. 

## Правци у бразилској музици

### Аутохтона и народна музика
- Капоера
- Маракату
- Афоше
- Репенте

### Популарна музика
- Чоро
- Самба
- Популарна музика Бразила (МПБ)
- Боса нова

### Остали правци
- Сертанехо (слична кантри музици)
- Гаучо
- Фанк Кариока
- Самбас